# Плезантвілл (округ Венанго, Пенсільванія)
Плезантвілл (англ. Pleasantville) — місто (англ. borough) в США, в окрузі Венанго штату Пенсільванія. Населення — 846 осіб (2020).

## Географія
Плезантвілл розташований за координатами 41°35′37″ пн. ш. 79°34′51″ зх. д. / 41.59361° пн. ш. 79.58083° зх. д. (41.593480, -79.580818).  За даними Бюро перепису населення США в 2010 році місто мало площу 2,46 км², уся площа — суходіл.

## Демографія
Згідно з переписом 2010 року, у селищі мешкали 892 особи в 351 домогосподарстві у складі 257 родин. Густота населення становила 362 особи/км².  Було 387 помешкань (157/км²).
Расовий склад населення:
| - 98,0 % — білих - 1,1 % — азіатів - 0,2 % — чорних або афроамериканців |

До двох чи більше рас належало 0,7 %. Частка іспаномовних становила 0,3 % від усіх жителів.
За віковим діапазоном населення розподілялося таким чином: 24,8 % — особи молодші 18 років, 57,5 % — особи у віці 18—64 років, 17,7 % — особи у віці 65 років та старші. Медіана віку мешканця становила 39,2 року. На 100 осіб жіночої статі у селищі припадало 96,5 чоловіків;  на 100 жінок у віці від 18 років та старших — 97,4 чоловіків також старших 18 років.
Середній дохід на одне домашнє господарство  становив 54 902 долари США (медіана — 41 544), а середній дохід на одну сім'ю — 64 632 долари (медіана — 50 938). Медіана доходів становила 36 776 доларів для чоловіків та 33 281 долар для жінок. За межею бідності перебувало 17,9 % осіб, у тому числі 40,2 % дітей у віці до 18 років та 8,4 % осіб у віці 65 років та старших.
Цивільне працевлаштоване населення становило 348 осіб. Основні галузі зайнятості: освіта, охорона здоров'я та соціальна допомога — 30,7 %, виробництво — 22,1 %, роздрібна торгівля — 19,8 %.